# Лонсфельд
Лонсфельд (нем. Lohnsfeld) — община в Германии, в земле Рейнланд-Пфальц. 
Входит в состав района Доннерсберг. Подчиняется управлению Виннвайлер.  Население составляет 964 человека (на 31 декабря 2010 года). Занимает площадь 6,90 км².